# Чемпионат России по фигурному катанию 2014
Чемпионат России по фигурному катанию на коньках 2014 года — соревнование по фигурному катанию среди российских фигуристов сезона 2013/2014 года, организованное Федерацией фигурного катания на коньках России.
Спортсмены соревновались в мужском и женском одиночном катании, парном фигурном катании и в спортивных танцах на льду.
Турнир проходил с 22 по 27 декабря 2013 года в Сочи. По результатам чемпионата была сформирована сборная команда России на чемпионат Европы 2014 года и кандидаты в сборную на зимние Олимпийские игры 2014.

## Участники
Состав участников чемпионата был объявлен 15 декабря.
Чемпионы мира, Европы и России в парном катание Татьяна Волосожар и Максим Траньков пропустили чемпионат в связи с подготовкой к Олимпийским играм и европейскому первенству (но приняли участие в показательных выступлениях). Пара Юко Кавагути и Александр Смирнов не приняли участия в первенстве России из-за травмы партнёра.
После объявления состава участников получила травму партнёрша в паре Анастасия Мартюшева и Алексей Рогонов, пара пропустила чемпионат России. Также по причине травмы пропустила чемпионат пара Александра Минина и Семён Степанов. Перед жеребьёвкой снялась с соревнований пара Наталья Митина и Юрий Шевчук. Как и в прошлом году была дозаявлена пара из запасных Анастасия Губанова и Алексей Синцов.
Всего в чемпионате 2014 года приняли участие 76 спортсменов: по 18 человек в мужском и женском одиночном катании, 10 спортивных пар и 10 танцевальных дуэтов.

### Проблемы с возрастом участниц
В одиночном женском катании на чемпионате приняли участие: Серафима Саханович, Александра Проклова, Евгения Медведева и Алсу Каюмова, которым на 30 июня 2013 года не исполнилось 14 лет и участие которых нарушает «Положения о соревнованиях ФФККР на сезон 2013/14». Председатель тренерского совета Леонид Хачатуров заявил относительно Саханович и Прокловой, что «..они успешно выступали на этапах юниорской серии Гран-при этого сезона, отобрались в финал. Их программы соответствуют техническому уровню программ мастеров спорта..».

### Запасные
В каждом виде программы были представлены также запасные, в парах они приняли участие. В других видах это были. Среди мужчин: москвичи Евгений Власов и Илья Петров. Среди женщин: москвичка Полина Коробейникова и петербурженка Мария Ставицкая. Среди танцевальных дуэтов: Дарья Щеглова с Антоном Новиковым из Кирова и ростовчане Алина Курбанова с Игорем Шелопаевым.

## Организация соревнований
Организаторы соревнований решили на чемпионате России 2014 проверить функционирование и деятельность всей системы во дворце «Айсберг» со зрителями, где будут проходить через 1,5 месяца соревнования Олимпиады 2014. Год назад чемпионат России также проходил в этом дворце, однако билеты на соревнования не продавались.
Федерация решила не продолжать начатый в прошлом году эксперимент с приглашением иностранных судей, чемпионат обслуживали отечественные судьи.
После мандатной комиссии и жеребьёвки соревнования начались 24 декабря выступлением мужчин.
Этот чемпионат оказался очень напряженным. Впервые у мужчин многократный чемпион России Евгений Плющенко уступил в сложнейшей борьбе первое место Максиму Ковтуну. У женщин Аделина Сотникова вернула себе звание чемпионки России, победив в тяжелейшей борьбе Юлию Липницкую. В парах отрыв чемпионов от вторых призёров составил менее половины балла.

## Результаты

### Мужчины
| Место | Имя                | Регион                   | Сумма баллов | КП | КП    | ПП | ПП     |
| ----- | ------------------ | ------------------------ | ------------ | -- | ----- | -- | ------ |
| 1     | Максим Ковтун      | Москва / Екатеринбург    | 267.13       | 2  | 93,08 | 1  | 174.05 |
| 2     | Евгений Плющенко   | Санкт-Петербург          | 261.37       | 1  | 98,41 | 2  | 162.96 |
| 3     | Сергей Воронов     | Москва                   | 249.44       | 3  | 89,10 | 3  | 160.34 |
| 4     | Константин Меньшов | Санкт-Петербург          | 230.13       | 10 | 70,72 | 4  | 159.41 |
| 5     | Адьян Питкеев      | Москва                   | 224.25       | 4  | 76,75 | 6  | 147.50 |
| 6     | Артур Гачинский    | Санкт-Петербург          | 224.17       | 12 | 69,10 | 5  | 155.07 |
| 7     | Жан Буш            | Москва / Челябинск       | 217.40       | 5  | 73,40 | 8  | 144.00 |
| 8     | Александр Петров   | Санкт-Петербург          | 216.47       | 7  | 71,79 | 7  | 144.68 |
| 9     | Артур Дмитриев     | Москва                   | 202.03       | 8  | 71,32 | 11 | 130.71 |
| 10    | Мурад Курбанов     | Москва                   | 199.86       | 14 | 64,48 | 9  | 135.38 |
| 11    | Сергей Бородулин   | Москва                   | 197.31       | 13 | 64,72 | 10 | 132.59 |
| 12    | Гордей Горшков     | Санкт-Петербург          | 196.72       | 9  | 70,75 | 14 | 125.99 |
| 13    | Александр Самарин  | Москва                   | 193.11       | 16 | 63,03 | 12 | 130.08 |
| 14    | Андрей Лазукин     | Самара / Санкт-Петербург | 186.25       | 18 | 58,42 | 13 | 127.83 |
| 15    | Морис Квителашвили | Москва                   | 184.98       | 11 | 70,46 | 16 | 114.51 |
| 16    | Владислав Сезганов | Санкт-Петербург          | 182.75       | 17 | 62,74 | 15 | 120.01 |
| 17    | Константин Милюков | Казань                   | 165.58       | 15 | 64,10 | 17 | 101.48 |
| WD    | Михаил Коляда      | Санкт-Петербург          |              | 6  | 73,11 |    |        |

### Женщины
| Место | Имя                   | Регион                   | Сумма баллов | КП | КП    | ПП | ПП     |
| ----- | --------------------- | ------------------------ | ------------ | -- | ----- | -- | ------ |
| 1     | Аделина Сотникова     | Москва                   | 212.77       | 1  | 72,53 | 2  | 140.24 |
| 2     | Юлия Липницкая        | Москва / Екатеринбург    | 210.81       | 2  | 70,32 | 1  | 140.49 |
| 3     | Елена Радионова       | Москва                   | 202.01       | 3  | 67,76 | 3  | 134.25 |
| 4     | Александра Проклова   | Москва                   | 195.39       | 5  | 64,07 | 4  | 131.32 |
| 5     | Алёна Леонова         | Москва / Санкт-Петербург | 187.48       | 4  | 67,03 | 7  | 120.45 |
| 6     | Серафима Саханович    | Санкт-Петербург          | 183.58       | 7  | 62,36 | 6  | 121.22 |
| 7     | Евгения Медведева     | Москва                   | 181.86       | 8  | 62,19 | 8  | 119.67 |
| 8     | Анна Погорилая        | Москва                   | 180.88       | 10 | 59,35 | 5  | 121.53 |
| 9     | Николь Госвияни       | Санкт-Петербург          | 176.54       | 6  | 63,20 | 10 | 113.34 |
| 10    | Елизавета Туктамышева | Санкт-Петербург / Глазов | 175.59       | 9  | 59,81 | 9  | 115.78 |
| 11    | Мария Артемьева       | Санкт-Петербург          | 155.23       | 11 | 57,07 | 14 | 98.16  |
| 12    | Софья Бирюкова        | Москва                   | 150.15       | 15 | 49,89 | 12 | 100.26 |
| 13    | Диана Первушкина      | Тольятти                 | 149.14       | 16 | 49,16 | 13 | 99.98  |
| 14    | Алсу Каюмова          | Москва                   | 144.83       | 17 | 43,40 | 11 | 101.43 |
| 15    | Диана Шамсутдинова    | Ижевск                   | 144.40       | 14 | 50,01 | 15 | 94.39  |
| 16    | Полина Агафонова      | Санкт-Петербург          | 144.32       | 12 | 53,13 | 17 | 91.19  |
| 17    | Алина Максимова       | Москва / Казань          | 143.59       | 13 | 50,47 | 16 | 93.12  |
| 18    | Анна Шершак           | Москва                   | 130.62       | 18 | 42,52 | 18 | 88.10  |

### Пары
| Место | Имена                                 | Регион                   | Сумма баллов | КП | КП    | ПП | ПП     |
| ----- | ------------------------------------- | ------------------------ | ------------ | -- | ----- | -- | ------ |
| 1     | Ксения Столбова / Фёдор Климов        | Санкт-Петербург / Москва | 214,47       | 1  | 75,55 | 2  | 138,92 |
| 2     | Вера Базарова / Юрий Ларионов         | Москва / Саранск         | 214,02       | 2  | 75,08 | 1  | 138,94 |
| 3     | Мария Выгалова / Егор Закроев         | Пермь                    | 182,35       | 4  | 64,33 | 3  | 118,02 |
| 4     | Юлия Антипова / Нодари Маисурадзе     | Москва                   | 174,97       | 5  | 64,28 | 7  | 110,69 |
| 5     | Василиса Даванкова / Андрей Депутат   | Москва                   | 173,09       | 6  | 62 06 | 6  | 111,03 |
| 6     | Лина Фёдорова / Максим Мирошкин       | Москва                   | 172,80       | 9  | 59,03 | 4  | 113,77 |
| 7     | Катарина Гербольдт / Александр Энберт | Санкт-Петербург          | 172,37       | 7  | 60,06 | 5  | 112,31 |
| 8     | Евгения Тарасова / Владимир Морозов   | Москва / Казань          | 169,06       | 3  | 69,72 | 10 | 99,34  |
| 9     | Кристина Астахова / Максим Курдюков   | Москва                   | 159,62       | 8  | 59,44 | 8  | 100,18 |
| 10    | Анастасия Губанова / Алексей Синцов   | Пермь                    | 153,28       | 10 | 53,19 | 9  | 100,09 |

### Танцы
| Место | Имена                                     | Регион          | Сумма баллов | КТ | КТ     | ПТ | ПТ     |
| ----- | ----------------------------------------- | --------------- | ------------ | -- | ------ | -- | ------ |
| 1     | Екатерина Боброва / Дмитрий Соловьёв      | Москва          | 179.90       | 1  | 73,27  | 1  | 106.63 |
| 2     | Елена Ильиных / Никита Кацалапов          | Москва          | 168.01       | 2  | 68,67  | 2  | 99.34  |
| 3     | Виктория Синицина / Руслан Жиганшин       | Москва          | 165.60       | 3  | 67,08  | 3  | 98.52  |
| 4     | Екатерина Рязанова / Илья Ткаченко        | Московская обл. | 163.99       | 4  | 66, 60 | 4  | 97.39  |
| 5     | Ксения Монько / Кирилл Халявин            | Москва          | 155.59       | 5  | 62,57  | 6  | 93.02  |
| 6     | Александра Степанова / Иван Букин         | Москва          | 151.80       | 6  | 58,71  | 5  | 93.09  |
| 7     | Валерия Зенкова / Валерий Синицын         | Москва          | 133.87       | 7  | 53,61  | 8  | 80.26  |
| 8     | Екатерина Пушкаш / Джонатан Гурейро       | Москва          | 133.62       | 8  | 51,44  | 7  | 82.18  |
| 9     | Ажелика Конивец / Алексей Чижов           | Екатеринбург    | 81.88        | 9  | 29, 08 | 9  | 52.80  |
| 10    | Светлана Хомякова / Никита Шубо-Яблонский | Кировская обл.  | 81.40        | 10 | 29,04  | 10 | 52.36  |

WD — соревнования не закончил.

## Состав сборной команды

### На чемпионат Европы
Состав сборной команды России для участия в чемпионатах Европы формировался исходя из результатов национального чемпионата и с учётом мнения тренерского совета. По результатам чемпионата России 2014 года тренерский совет совместно с Федерацией (заседание Исполкома Федерации состоялось 26 декабря 2012 года в Сочи) утвердили следующий состав сборной:
- В мужском одиночном катании: Максим Ковтун (1-е место), Сергей Воронов (3-е место) и Константин Меньшов (4-е место). Занявший 2-е место Евгений Плющенко заранее заявлял, что на европейское первенство он не поедет, готовится к Олимпийским играм. Запасные: Адьян Питкеев (5-е место) и Артур Гачинский (6-е место).
- В женском одиночном катании: Аделина Сотникова (1-е место), Юлия Липницкая (2-е место) и Алёна Леонова (5-е место). В женском одиночном катании сборная формировалась с учётом возрастных ограничений ИСУ, так как спортсменки, занявшие 3-е и 4-е места, ещё не имеют права участвовать в чемпионате Европы. Запасные: Анна Погорилая (8-е место) и Николь Госвияни (9-е место), спортсменки, занявшие 6-е и 7-е места, ещё не имеют права участвовать в европейском чемпионате.
- В парном катании: Ксения Столбова / Фёдор Климов (1-е место), Вера Базарова / Юрий Ларионов (2-е место) и заранее освобождённые от отбора на чемпионате России Татьяна Волосожар и Максим Траньков. Запасные: Юлия Антипова / Нодари Маисурадзе (4-е место) и Василиса Даванкова / Андрей Депутат (5-е место), спортсмены, занявшие 3-е место, ещё не имеют права участвовать в европейском чемпионате.
- В танцах на льду: Елена Ильиных / Никита Кацалапов (2-е место), Виктория Синицина / Руслан Жиганшин (3-е место) и Екатерина Рязанова / Илья Ткаченко (4-е место). Чемпионы Европы и России Екатерина Боброва / Дмитрий Соловьёв целенаправленно готовятся к Олимпийским играм и отказались от участия в чемпионате Европы[14]. Запасные: Ксения Монько / Кирилл Халявин (5-е место) и Александра Степанова / Иван Букин (6-е место).

Состав на XXII зимние Олимпийские игры будет обнародован по окончании чемпионата Европы в Будапеште 23 января 2014 года.

### На зимние Олимпийские игры
Бюро исполкома Федерации фигурного катания России (ФФКР) 23 января утвердило следующий состав сборной на зимние Олимпийские игры:
- В мужском одиночном катании: Евгений Плющенко (2-е место). Запасные: Максим Ковтун (1-е место и 5-е место на чемпионате Европы), Сергей Воронов (3-е место и вице-чемпион Европы).
- В женском одиночном катании: Юлия Липницкая (2-е место и чемпионка Европы) и Аделина Сотникова (1-е место и вице-чемпионка Европы). В женском одиночном катании, сборная формировалась с учётом возрастных ограничений ИСУ, так как спортсменки занявшие 3-е и 4-е места, ещё не имеют права участвовать в Олимпийских играх. Запасная: Алёна Леонова (5-е место и 4-е место на европейском первенстве).
- В парном катании: Татьяна Волосожар и Максим Траньков (чемпионы Европы), Ксения Столбова / Фёдор Климов (1-е место и вице-чемпионы Европы), Вера Базарова / Юрий Ларионов (2-е место и 3-е место на чемпионате Европы). Запасные: Юлия Антипова / Нодари Маисурадзе (4-е место).
- В танцах на льду: Елена Ильиных / Никита Кацалапов (2-е место и вице-чемпионы Европы), Виктория Синицина / Руслан Жиганшин (3-е место и 4-е место на европейском первенстве) и Екатерина Боброва / Дмитрий Соловьёв (чемпионы России). Запасные: Екатерина Рязанова / Илья Ткаченко (4-е место и 5-е место на чемпионате Европы).

В скобках первый результат чемпионат России 2014 года, второй чемпионат Европы 2014 года (для фигуристов которые соревновались в обоих чемпионатах).